# La Rounde River
Der La Rounde River ist ein Fluss an der Ostküste von Dominica im Parish Saint Patrick.

## Geographie
Der La Rounde River entspringt in den Grande Soufrière Hills im Nationalpark mit mehreren Quellbächen (⊙), welche zunächst nach Norden fließen, aber vom Höhenzug des Morne Gouverneur nach Osten abgelenkt werden. Von dort fließt er durch Plaisance Estate vorbei an der Cote d'Or im Süden und vorbei an La Plaine im Norden  und mündet nördlich der Siedlung Laronde in der Plaisance Bay den Atlantik.
Benachbarte Flüsse sind River Sarisari im Norden und Boetica River im Süden.